# Блумфилд, Аким
Аким Блумфилд (англ. Akeem Bloomfield; род. 10 ноября 1997) — ямайский легкоатлет, который специализируется в спринтерских дисциплинах, призер чемпионата мира, рекордсмен Ямайки.

## Биография
Будучи студентом в Обернском университете, занял второе место на дистанции 400 метров на чемпионате NCAA 2018 года после Майкла Нормана из Калифорнийского университета.
На чемпионате мира 2019 завоевал «серебро» в мужской эстафете 4×400 метров.